# Sarcolobus multiflorus
Sarcolobus multiflorus är en oleanderväxtart som beskrevs av Karl Moritz Schumann och Lauterb.. Sarcolobus multiflorus ingår i släktet Sarcolobus och familjen oleanderväxter. Inga underarter finns listade i Catalogue of Life.